# Karel Tichota
Karel Tichota (* 19. ledna 1975) je bývalý český fotbalista, obránce.

## Fotbalová kariéra
V české lize hrál za FC Union Cheb, FK Chmel Blšany a SFC Opava. Nastoupil ve 179 ligových utkáních a dal 5 gólů. Ve druhé nejvyšší soutěži hrál i za FK Ústí nad Labem. V Karlových Varech působil jako hrající asistent trenéra. Inteligentní hráč, dobře čte hru, skvělá kopací technika, může nastoupit i v záloze.

## Ligová bilance
| Ročník                          | Zápasy | Góly | Klub            |
| ------------------------------- | ------ | ---- | --------------- |
| 1. česká fotbalová liga 1995/96 | 11     | 0    | FC Union Cheb   |
| Gambrinus liga 1998/99          | 28     | 0    | FK Chmel Blšany |
| Gambrinus liga 1999/00          | 29     | 2    | FK Chmel Blšany |
| Gambrinus liga 2000/01          | 28     | 0    | FK Chmel Blšany |
| Gambrinus liga 2001/02          | 25     | 0    | FK Chmel Blšany |
| Gambrinus liga 2002/03          | 29     | 0    | FK Chmel Blšany |
| Gambrinus liga 2003/04          | 29     | 3    | SFC Opava       |
| CELKEM                          | 179    | 5    |                 |